# LHCb

Логотип эксперимента LHCb.

LHCb (от англ. Large Hadron Collider beauty experiment) — самый маленький из четырёх основных детекторов на коллайдере LHC в европейской организации ядерных исследований CERN в городе Женева (Швейцария). Эксперимент проводится для исследования асимметрии материи и антиматерии во взаимодействиях b-кварков.
5 июля 2022 LHCb были открыты три неизвестные ранее экзотические частицы: новый вид пентакварков и первая в мире пара тетракварков, включающая новый тип тетракварков.

## Физическая программа эксперимента
Основными задачами эксперимента LHCb являются: изучение редких эффектов CP-нарушения в распадах прелестных адронов ({\displaystyle B_{u}}, {\displaystyle B_{d}}, {\displaystyle B_{s}}, {\displaystyle B_{c}}-мезонов и b-барионов), измерение углов треугольника унитарности, прецизионная проверка предсказаний Стандартной Модели (СМ) в редких радиационных, полулептонных и лептонных распадах B-мезонов, изучение редких распадов очарованных частиц и экзотических распадов τ-лептонов (например, не сохраняющего лептонное число распада τ→3μ).

### Поиск Новой физики
В статье на Элементах известный популяризатор науки и специалист в физике элементарных частиц кандидат физико-математических наук Игорь Иванов отмечает, что основная задача большого адронного коллайдера - открытие Новой физики, и что в этом плане LHCb — единственный из экспериментов LHC, исправно поставляющий позитивные результаты. Игорь Иванов выражает осторожный оптимизм в плане скорого открытия Новой физики по итогам анализа данных, которые уже собраны LHCb и на настоящий момент (апрель 2016) частично обработаны: "сейчас теоретики уже говорят о совокупном отличии от СМ на уровне 5σ. В ближайшие годы ситуация продолжит обостряться. Сейчас основной источник неопределенностей — это статистические погрешности в эксперименте LHCb. Через несколько лет, когда будет обработана существенная часть статистики Run 2, эта погрешность уменьшится в пару-тройку раз — и тогда то, что сейчас кажется намеком, может перерасти в полноценное открытие.".

## Детектор LHCb
Установка LHCb представляет собой одноплечевой спектрометр, способный регистрировать треки частиц в диапазоне углов от 15 до 300 мрад.
На детекторе LHCb установлены следующие подсистемы:
- Вершинный детектор VELO
- Черенковские счётчики RICH
- Трековая система
- Система калориметров
- Мюонная система

### Вершинный детектор VELO
VELO (VErtex LOcator) — кремниевый детектор, который будет способен проводить прецизионные измерения трековых координат вблизи области взаимодействия, что позволит получить информацию о первичной и вторичной вершинах с большой точностью. Эти данные будут использованы для восстановления вершин образования и распада прелестных и очарованных адронов, что позволит точно измерить их времена распада и прицельный параметр частиц для определения их аромата. Вместе с этим, измерения VELO вносят существенный вклад в триггер нулевого уровня (L0), который обогащает данные B-распадов в общем потоке информации. Под-детектор состоит из двух рядов кремниевых датчиков в форме полумесяцев, каждый толщиной в 0,3 мм. Небольшой вырез в центре сенсоров позволяет главному пучку LHC беспрепятственно проходить сквозь детектор. Заряженные частицы, образованные протонными соударениями, проникают сквозь кремний, образовывая электронно-дырочные пары, электроны которых и регистрируются. Во время набора данных кремниевые сенсоры расположены по обе стороны пучка на расстоянии 7 мм. Всего в VELO находится 42 сенсорных единиц.

### Черенковские счётчикиRICH
Частица, летящая со скоростью, превышающей скорость света в среде, испускает характерное электромагнитное излучение, которое зависит от её скорости. Если на пути черенковского света поставить светочувствительную плоскость (например, сборку ФЭУ или многопроволочную камеру с рабочим газом с добавками светочувствительного пара), то угол θ определяется из радиуса кольца, образованного этой плоскостью и конусом черенковского света. Этот угол зависит лишь от радиуса кольца, поскольку фотодатчики располагают в фокальной плоскости собирающего зеркала. На этом принципе основаны так называемые черенковские счётчики с кольцевым изображением (Ring Image CHerenkov Detector, RICH).
Два таких счетчика используются на LHCb: первый расположен прямо за VELO и до триггер-трекера, второй — между внешним трекером и калориметрами. В качестве радиатора — среды, где происходит излучение черенковского света, — помимо углеродных газов используется искусственно созданное вещество, названное аэрогелем.

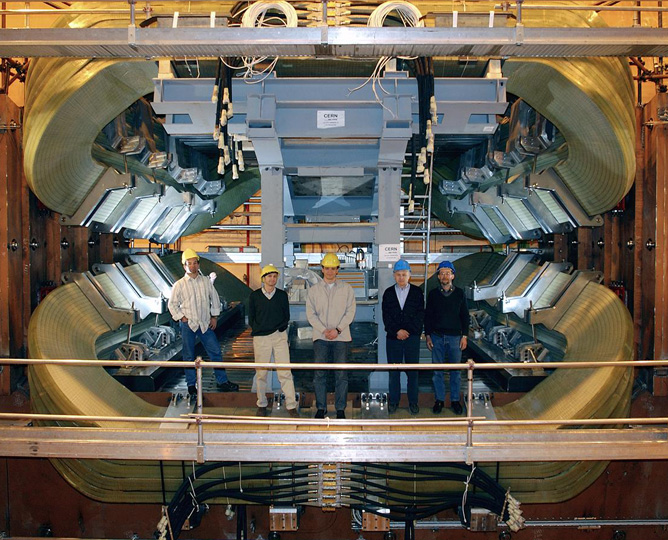
Магнит LHCb

### Трековая система
На следующем этапе идентификации частиц определяются импульсы вторичных частиц, образованных не только в результате самого pp-столкновения, но и распадов B-мезонов. Эта задача выполняется трековой системой (Tracking system), состоящей из магнита и двух модулей координатных детекторов, расположенных по обе стороны от магнита. Магнитное поле искривляет траекторию заряженных частиц, отклоняя их на некоторый угол, обратно пропорциональный импульсу частицы. Напряжённость поля в системе достигает 1 Т. Между защитным экраном, предотвращающим проникновение магнитного поля в VELO, и самим магнитом расположены трекерные станции (ТT), сделанные из кремния. За магнитом расположены три большие плоскости (Т1, Т2, ТЗ), состоящие из газовых трубок. Дополнительно, около пучка расположены внутренние трекеры (Inner Tracker).

### Система калориметров
Следующей подсистемой LHCb является система калориметров. Структура системы состоит из сцинтилляционного счетчика (Scintillating Pad Detector, SPD), однослойного предливневого детектора (Pre-Shower Detector, PS), и двух больших калориметров типа «шашлык» — электромагнитного (Electromagnetic Calorimeter, ECAL) и адронного (Hadron Calorimeter, HCAL).
Основной задачей является измерение энергий частиц. Также происходит отбор (по поперечной энергии) кандидатов для триггера первого уровня, который срабатывает спустя 4 мкс после столкновения. Идентификация электронов, фотонов и адронов проводится с помощью поиска и анализа кластеров энерговыделения в калориметрах, при этом также измеряются энергии и положение попавших в калориметры частиц. Высокоточное восстановление энергетических характеристик π0-мезонов и прямых фотонов является важным фактором для определения аромата B-мезона, что необходимо для всего эксперимента.

### Мюонная система
Поскольку суммарная радиационная длина пробега мюона для данных энергий превышает линейные размеры детектора, то они, в отличие от остальных частиц, проходят весь детектор навылет. Поэтому любой регистрируемый трек в мюонной камере означает пролёт мюона. Для их регистрации в конце детектора установлена специальная мюонная система. Она служит для идентификации мюонов и формирования сигнала триггера начального уровня L0.
Мюонная система состоит из пяти станций М1-М5. Первая станция расположена перед калориметрической системой, остальные размещены за адронным калориметром HCAL и разделены железным фильтром.

## История
Заявка о создании была одобрена Комитетом по экспериментам на LHC в 1995 году.